# Dianne Feinstein
Dianne Emiel Feinstein, född Goldman den 22 juni 1933 i San Francisco, Kalifornien, död 29 september 2023 i Washington, D.C., var en amerikansk demokratisk politiker som var ledamot av USA:s senat för Kalifornien från 1992 fram till sin död 2023. Hon var då den längst sittande kvinnan i senaten.

## Biografi
Feinstein hade en kandidatexamen i historia från Stanford University. Åren 1978–1988 var hon borgmästare i San Francisco och den första kvinnan på denna post. Hon tillträdde som tf borgmästare 1978 efter morden på Harvey Milk och borgmästare Georg Moscone. Därefter vann hon posten i nästa ordinarie val.
År 1992 fyllnadsvaldes hon till USA:s senat och blev Kaliforniens första kvinnliga senator. Feinstein omvaldes därefter 1994, 2000, 2006, 2012 och 2018.
Feinstein var vid sin död den äldsta som tjänstgjorde i USA:s senat.
Feinstein och Barbara Boxer var det första kvinnliga paret av amerikanska senatorer som representerade sin delstat samtidigt.

### Senatsvalet i Kalifornien 2018
Dianne Feinstein ställde upp för omval år 2018 för en femte mandatperiod som senator. Primärvalet för båda partier var den 5 juni 2018. Feinstein vann det icke partibundna primärvalet med 44,2 procent av rösterna och mötte demokraten Kevin de León.
En undersökning från 2017 genomförd av Berkeley IGS fann att en liten majoritet av Kaliforniens väljare skulle föredra att hon trädde tillbaka och släppte fram yngre politiker ställa upp som kandidater istället. Feinstein ställde dock upp för omval och blev vald till en femte mandatperiod; Feinstein skulle blivit 91 år i slutet av sin mandatperiod.

### De sista åren
Mot slutet av hennes senatskarriär framfördes upprepade gånger önskemål om att Feinstein skulle kliva åt sidan och lämna plats för någon yngre förmåga. Kraven blev inte tystare när hennes hälsa försämrades och hon i februari 2023 lades in på sjukhus på grund av bältros som komplicerats av hjärninflammation. Hon meddelade då att hon inte skulle kandidera för omval vid nästa val, även om hon tänkte fullborda sin innevarande mandatperiod. Vid hennes död 29 oktober 2023 var hon den för tillfället äldsta senatorn och tillika den längst sittande kvinnliga senatorn någonsin.

## Politiska åsikter
Feinstein betonade sin centrism när hon först kandiderade för statsomfattande ämbeten på 1990-talet, då Kalifornien var en mer konservativ delstat. Med tiden flyttade hon längre till vänster, samtidigt som Kalifornien blev en av de starkaste delstaterna för Demokraterna. Bland hennes kärnfrågor fanns hiv/aids-epidemin, efterlevnad av offentlighetsprincipen, jämlikhet och HBTQ-rättigheter. Utrikespolitiskt var Feinstein länge en hök som försvarade underrättelsetjänsternas agerande och även initialt George W Bushs krig mot terrorismen.

## Privatliv
Feinstein var gift tre gånger. 1956 gifte sig hon sig med Jack Berman men de skildes tre år senare. Deras dotter Katherine föddes 1957. 1962, strax efter att hon började sin karriär i politiken, gifte sig Feinstein med sin andra make, hjärnkirurgen Bertram Feinstein, som dog av cancer 1978. 1980 gifte sig Feinstein med Richard C. Blum, som dog 2022.